# (723) Hammonia
(723) Hammonia es un asteroide perteneciente al cinturón de asteroides descubierto el 21 de octubre de 1911 por Johann Palisa desde el observatorio de Viena, Austria.
Está nombrado por la ciudad alemana de Hamburgo.